# .kg
.kgは国別コードトップレベルドメイン（ccTLD）の一つで、キルギスに割り当てられている。